# 1991년 이라크에 대한 군사력 사용 승인 결의안
이라크에 대한 군사력 사용 승인 결의안(영어: Authorization for Use of Military Force Against Iraq Resolution, 약칭)(Pub.L. 102–1) 또는 유엔 안전 보장 이사회 결의 제678호에 따른 미군 사용을 승인하는 공동 결의안(영어: Joint Resolution to authorize the use of United States Armed Forces pursuant to United Nations Security Council Resolution 678, 공식 명칭)은 미국 의회가 걸프 전쟁에서 미군 사용을 승인한 1991년 1월 14일의 결의안이다.
조지 H. W. 부시 대통령은 1990년 11월 29일 유엔 유엔 안전 보장 이사회 결의 제678호에 명시된 이라크에 대한 1991년 1월 15일 시한을 일주일 앞둔 1991년 1월 8일에 의회 공동 결의안을 요청했다. 부시 대통령은 이라크의 1990년 8월 2일 쿠웨이트 침공에 대응하여 지난 5개월 동안 의회 승인 없이 50만 명 이상의 미군을 사우디아라비아와 페르시아만 지역에 배치했다.

## 입법 연혁
상원 공동 결의안 2는 1991년 1월 12일 미국 상원에서 52대 47로 승인되었다.
- S.J.Res. 2는 34명의 공동 발의자(공화당 29명, 민주당 5명)와 함께 존 워너 (R)가 발의했다. (민주당은: 하웰 헤플린, 베넷 존스턴, 조 리버먼, 척 롭, 리처드 셸비).
- 1991년 1월 12일 토요일 오후 2시 44분(EST)에 52대 47로 승인되었다.
  - 민주당: 10대 45. 56명의 민주당 상원의원 중 10명(18%)이 결의안에 찬성했다: 존 브레오, 리처드 브라이언, 앨 고어, 밥 그레이엄, 하웰 헤플린, 베넷 존스턴, 조 리버먼, 해리 리드, 척 롭, 리처드 셸비
  - 공화당: 42대 2. 척 그래슬리와 마크 햇필드는 결의안에 반대했다.

하원 공동 결의안 77은 1991년 1월 12일 미국 하원에서 250대 183으로 승인되었다.
- H.J.Res. 77은 하원 소수당 원내대표인 밥 미셸 (R)이 31명의 공동 발의자(공화당 14명, 민주당 17명)와 함께 발의했다 (민주당은: 개리 애커먼, 레스 애스핀, 하워드 버먼, 단테 파스첼, 톰 랜토스, 그렉 러플린 (R), 멜 레빈, 마릴린 로이드, 데이브 맥커디, 찰스 토머스 맥밀런, 길레스피 V. 몽고메리, 존 머사, 아이크 스켈턴, 스티븐 J. 솔라즈, 찰스 스텐홀름, 로버트 토리첼리, 해롤드 볼크머).
- 승인: 1991년 1월 12일 토요일 오후 3시 51분(EST)에 250대 183.
  - 민주당: 86대 179. 267명의 민주당 의원 중 86명(32%)이 결의안에 찬성했다.
    - 머빈 M. 다이말리와 모 유돌은 병으로 투표하지 못했지만, 결의안에 반대했을 것이다.

  - 공화당: 164대 3. 실비오 콘테, 코니 모렐라, 프랭크 릭스 의원은 결의안에 반대했다.
  - 무소속: 0대 1. 버니 샌더스 의원 (I)은 결의안에 반대했다.
- 하원 공동 결의안 77은 그 후 상원에서 만장일치로 승인되었다.
- 하원 공동 결의안 77은 1991년 1월 14일 조지 H. W. 부시 대통령이 서명하여 Pub.L. 102–1이 되었다.

## 폐지
2021년 6월 29일, 미국 하원은 1957년 승인과 함께 이 승인안을 폐지하기 위해 366대 46으로 투표했다. 2023년 3월 16일, 팀 케인과 토드 영이 발의한 1991년 및 2002년 AUMF 폐지 법안이 상원에서 68대 27로 통과되었다.

## 같이 보기
- 유엔 안전 보장 이사회 결의 제660호
- 유엔 안전 보장 이사회 결의 제678호